# Cantone di Moutiers-les-Mauxfaits
Il Cantone di Moutiers-les-Mauxfaits era una divisione amministrativa dell'arrondissement di Les Sables-d'Olonne.
È stato soppresso a seguito della riforma complessiva dei cantoni del 2014, che è entrata in vigore con le elezioni dipartimentali del 2015.
Comprendeva i comuni di:
- Angles
- La Boissière-des-Landes
- Le Champ-Saint-Père
- Curzon
- La Faute-sur-Mer
- Le Givre
- La Jonchère
- Moutiers-les-Mauxfaits
- Saint-Avaugourd-des-Landes
- Saint-Benoist-sur-Mer
- Saint-Cyr-en-Talmondais
- Saint-Vincent-sur-Graon
- La Tranche-sur-Mer